# Маузер М1871
Маузер модел 1871, немачка спорометна пушка острагуша из друге половине 19. века. Прва војничка пушка уједињене Немачке, и уједно први успешни производ касније чувене фирме Браћа Маузер. 

## Историја
До 1871. пруска војска била је наоружана за оно време модерним пушкама острагушама типа Драјзе М1841. Ове пушке имале су најранију верзују обртно-чепног затварача и дугу ударну иглу, која је пробијала дно картонске чахуре метка и барутно пуњење и активирала капислу на постољу зрна. Иако су пуцале много брже од дотадашњих пушака спредњача, ове пушке биле су непрецизне и кратког домета, пошто је заптивање цеви било непотпуно. Барутни гасови продирали су кроз картонску чахуру и лоше заптивен затварач, што је за последицу имало губитак енергије зрна, корозију ударне игле и потенцијалну повреду стрелца врелим гасовима - из последњег разлога војници су често пуцали са кука, а не са рамена, што је сасвим отежавало нишањење.
Радећи на усавршавању пушке Драјзе, браћа Вилхелм (1834-1882) и Паул Маузер (1838-1914) су 1865. конструисали једнометну пушку острагушу калибра 11 мм са обртночепним затварачем. Маузерова усавршена верзија обртно-чепног затварача знатно је побољшала брављење затварача за цев (додавањем навоја на предњи део затварача, који се увртао у одговарајуће жлебове у задњаку цеви), која је сада била херметички затворена, што је смањило губитак барутних гасова и побољшало домет и прецизност пушке. Уз то, пушка је била адаптирана за коришћење новог сједињеног метка са металном чахуром и капислом у дну (метак са централним паљењем), коју су у то време измислили Едвард Боксер (1866) и Хирам Бердан (1868). Након што су се у Француско-пруском рату (1870-1871) показали недостаци пушке Драјзе, немачка војска усвојила је Маузерову пушку као основно пешадијско наоружање. Та пушка је 1871. уведена у наоружање немачке војске као Пешадијска пушка Маузер.